# Istočna Ilidža
Istočna Ilidža (Источна Илиџа; letteralmente "Ilidža est") è un comune della Repubblica Serba di Bosnia ed Erzegovina con 15.233 abitanti al censimento 2013 ed è uno dei 6 comuni che compongono la città di Istočno Sarajevo (Sarajevo Est). Conosciuta anche come Srpska Ilidža(Српска Илиџа) o  Kasindo (Касиндо) è stato costituito in seguito agli Accordi di Dayton con parte del territorio del vecchio comune di Ilidža